# Crocidura negligens
Crocidura negligens е вид бозайник от семейство Земеровкови (Soricidae).

## Разпространение
Видът е разпространен в Малайзия и Тайланд.